# Wax Pontiffs
Wax Pontiffs was een uit Doetinchem afkomstige Nederlandse punkband. De band ontstond in 1983 uit verschillende bands. Het repertoire bestond uit punksongs met een vleugje hardcore, niet al te politiek, wel anti-religieus. De band wordt beïnvloed door bands als Sex Pistols, The Damned, Dead Kennedys, Discharge.
In het najaar van 1984 werd in de Bauplatz studio in Venlo de tape "We don’t need permission" opgenomen. Verschillende nummers daarvan verschenen ook op verzamel-tapes. Optredens waren er vooral in het oosten van Nederland in kleinere zalen en jongerencentra.
Met de Doetinchemse producer Peter Groeskamp werden in 1986 de opnames gemaakt voor de volgende tape "A bunch off ....". Na het uitbrengen volgden optredens door heel Nederland, vaak ook met ander punkbands zoals Neuroot, BGK, Boegies en het Engelse Conflict. Eind 1987 was er een Nederlands/Duitse tournee samen met de Duitse band Collaps, daarna stopte de band ermee.

## Bandleden
- Chris – drum
- Puk – bass / vocals
- Peter – guitar

## Discografie
- We don’t need permission (tape 1984)
- A bunch off.... (tape 1986)
- Wax Pontiffs studio and live recordings (2-CD 2006)

## Publicaties
- Popmuziek in Doetinchem (boek 2001 / 3-CD box 2002)